# 喜友名智子
喜友名 智子（きゆな ともこ、1976年11月24日 - ）は、日本の政治家。沖縄県議会議員（2期）。立憲民主党沖縄県連代表。
2020年6月の沖縄県議会議員選挙で、那覇市・南部離島選挙区から立憲民主党公認で立候補し当選。

## 来歴
沖縄県那覇市生まれ。中学生の頃から政治に関心を持ち、沖縄県立開邦高等学校を経て、慶應義塾大学総合政策学部に進学。大学卒業後は松下政経塾に入塾し、沖縄の自立・自治に関する研究、中心市街地・商店街活性化に関する実践・研究、まちづくり分野における「協働」事業、政策立案に関する実践などをテーマに学ぶ。
2002年、松下政経塾卒塾後は沖縄にUターン。那覇市のコミュニティFM「エフエム那覇」の運営に携わるほか、那覇市内の国際通りや栄町市場などをフィールドに、地域振興の調査研究や、協働の街づくり活動に取り組んだ。2004年に漫画家の小林よしのりが『新・ゴーマニズム宣言SPECIAL 沖縄論』(2005年発行)執筆のため沖縄を訪れた際には、社会学者で沖縄大学人文学部教授の宮城能彦とともに、沖縄の案内役を務めた(本書中にも登場)。
2008年から約10年間は、日本IBMのバックオフィス業務を担う会社に勤務。業務を通じて、沖縄でのキャリア形成や雇用環境についての考察を深め、2015年にその成果を『沖縄女性の雇用環境～バックオフィス業界を事例に～』として発表した。また、2016年に長男を出産して以降は、「沖縄らしい保育や環境ができる環境づくり」への関心も高まり、政治の世界に挑戦する意欲を強めていく。
2017年、立憲民主党の結党以降は同党の活動に興味を持ち、「草の根からの政治」「女性議員を増やす」という政治姿勢に共感。2019年1月、同党代表の枝野幸男が来沖した際のタウンミーティングに参加し、枝野が語った「独自の歴史観を背景にした”東北学”に影響を受けた」というエピソードを聞き、「立憲民主党ならば、沖縄の歴史や社会状況を踏まえた政治を共にできる可能性があるのではないか」と考え、同党の活動に本格的に参加するようになる。
2019年6月、翌年6月に予定されている沖縄県議会議員選挙で、立憲民主党の公認候補として立候補が決定。「草の根の政治」「雇用・労働・キャリア形成」「子育て・教育」を柱に政治活動に取り組んでいる。2020年6月の沖縄県議会議員選挙で那覇市・南部離島選挙区から立候補し、初当選。
2021年12月、立憲民主党沖縄県連の新代表に選出された。

## 物議を醸した言動
2024年6月11日に、一般人がXで選挙活動中の喜友名氏の様子を投稿し、「点字ブロックを踏んで塞いでいる」と指摘したところ、「こうやって応援してるフリして握手しながら動画撮ったんですね。端的に気持ち悪いです。こうやって自分の動画が使われるのも吐き気がします。顔覚えてますし、対応考えますね」と投稿した。

## 略歴
- 1995年3月　沖縄県立開邦高等学校理数科 卒業（第7期生）
- 1999年3月　慶應義塾大学総合政策学部 卒業
- 2002年3月　松下政経塾 卒塾
- 2002年4月～2005年8月　株式会社エフエム那覇 勤務
- 2002年5月～2008年7月　地域活動クリエイトスタディチーム（地域・まちづくりコーディネーター）
- 2004年4月～　日米地位協定改定を実現するNGO 理事
- 2008年8月～2018年8月　日本IBMスタッフオペレーションズ株式会社 勤務

## 著作
- 金城芳子基金研究助成『沖縄女性の雇用環境～バックオフィス業界を事例に～』(2015)[3]
- (社)沖縄県対米請求権事業協会共著『コミュニティビジネス - 身の丈経済論のススメ』(2003)[3]